# شاهزاده
شاهزاده یک واژهٔ پارسی به معنای فرزند شاه است. این واژه از نظر جنسیتی خنثی تلقی می‌شود و می‌تواند هم برای فرزندان پسر و هم فرزندان دختر شاهان به‌کار برود. در زبان پارسی به شاهزادگان پسر شاهپور و به شاهزادگان دختر شاهدخت می‌گویند. در نظام‌های سلطنتی یک شاهزاده (معمولاً پسر ارشد) می‌تواند به عنوان ولیعهد یا وارث بلافصل تعیین شود و پس از حاکم پیشین به سلطنت برسد.

## واژه‌شناسی
شاهزاده واژه‌ای پارسی مرکب از شاه+زاده به معنای «کسی که از شاه زاده شده باشد» یا «فرزند شاه» می‌باشد؛ خواه آن فرزند پسر باشد یا دختر. همچنین شاهزاده می‌تواند «از نژاد شاه» یا «از نسل شاه» معنی شود و گاه ممکن است در زبان فارسی با ولیعهد مترادف در نظر گرفته شود. صورت مخفف این واژه، شَهزاده است. واژهٔ شاهزاده و مخفف آن در ادبیات فارسی بسیار به‌کار رفته است. مانند:
| گفت هنگامی یکی شهزاده بود |  | گوهری و پرهنر آزاده بود |
| — رودکی                   |  |                         |

| فکند آن تن شاهزاده به خاک |  | به چنگال کرد آن کمرگاه چاک |
| — فردوسی                  |  |                            |

| چنین شهریار و چنین شاهزاده |  | که دید و که دادست هرگز نشانی |
| — فرخی سیستانی             |  |                              |

| چشم همه دوستان گشاده |  | از دولت شاه و شاهزاده |
| — نظامی              |  |                       |

| شهزاده رفت باغ بقا باد جای شاه |  | خونریز کرد چرخ، قصاصش بقای شاه |
| — خاقانی                       |  |                                |

## در امپراتوری عثمانی
واژهٔ پارسی شاهزاده به صورت شِهزاده (به ترکی استانبولی: Şehzade) تبدیل به عنوان رسمی پسران سلاطین عثمانی شد. این عنوان در میان سلاطین دهلی و گورکانیان هند نیز وجود داشت. همهٔ آنها اگرچه منشأ هندی یا ترکی داشتند، اما به شدت متأثر از زبان و فرهنگ پارسی بودند. تا پیش از سلطنت محمد دوم، پسران سلاطین عثمانی از عنوان چلبی استفاده می‌کردند.